# Vall del Mantaro
La Vall del Mantaro, amb la seva ciutat principal de Huancayo, es troba a l'est de la capital del Perú, Lima. És una vall fèrtil que conté camps de blat de moro, carxofes, pastanagues i patates, al costat dels quals flueix el riu Mantaro. La vall de Mantaro és també coneguda com una àrea que conté diversos llocs arqueològicament importants. Es troba a prop d'una ciutat important, Jauja, que fou la capital provisional del Perú el 1534.

## Cultura a la Vall del Mantaro
Va ser poblada per la gent Wanka (Huanca) - una nació autogovernada amb una reputació per tenir els guerrers forts; Feien pràctiques espirituals que van posar èmfasi en recordar la seva part d'avantpassats de la mística Vall del Mantaro. En alguns casos, encara alguns descendents actualment forment part de la vall. Una llegenda en particular explica que el "guerrer" o soldat, que festejava amb una sirena de Llacuna de Paca, un llac de la vall en gran part aïllada, cada nit; Ella gemegava i plorava perquè ell s'unís a ella. Una nit, ella va desaparèixer sota l'aigua, i el soldat va saltar darrere seu. Ell mirà sota l'aigua buscant la sirena, però havia de sortir a la superfície a respirar i agafar aire. El seu cos desaparegué, però ara apareix com una muntanya que envolta la vall amb forma de persona. Aquesta llegenda del Huancan, guerrer de Llacuna de Paca té nombroses variacions i explica la connexió profunda de molts residents de la ciutat de Paca té amb el Mantaro Vall.
Els habitants de Huanca (o Wanka) van ser finalment sotmesos durant el regnat del rei inca Pachacutec, però en venjança per la seva opressió es van aliar amb els espanyols durant la seva conquesta del Perú. Finalment els espanyols en la seva recerca per suprimir el paganisme, i cansats dels seus aliats, van destruir un temple important del Huanca - Wariwillka (Un temple construït uns mil anys abans a prop la ciutat de Huari, anomenada després pels predecessors de Huanca amb el mateix nom). La conquesta va durar poc per acabar amb les pràctiques religioses tradicionals de Huanca. Els ciutadans més vells, quan contaven històries de la conquesta espanyola, anomenaven el Huanca "indominable" o incapaç de ser conquerit, quan el comparaven amb l'Huanca del Inca, per exemple.
Aquest esperit encara és viu avui dia. Un esperit híbrid de pràctiques paganes i cristianes apareix per tot l'any, com en el festival de bestiar anomenat Santiago al juliol, i els funerals i casaments catòlics que combinen un servei tradicional amb beguda huasca, la paraula quechua per anomenar la canya (licor d'alta graduació fet a base de canya de sucre) és usada per pagar un homenatge espiritual a les persones i la seva terra en una varietat d'establiments. En els funerals, és comú pels participants de saltar per sobre d'una foguera tres cops vestint de negre per reconèixer la precarietat de la vida, en honor de la Santíssima Trinitat. A la ciutat de Jauja, al nord de Huancayo a la vall del Mantaro, la festa del cortamonte es porta a terme per celebrar naixements, aniversaris, i els casaments; Implica el trasplantament d'un arbre d'eucaliptus amb regals lligats que en pengen; Va plantat a la terra, i els participants com els seus avis i els amics importants de la família fan torns per picar a l'arbre de mica en mica amb una destral. La persona que fa caure l'arbre de cop de destral, l'haurà de pagar l'any vinent.

## Clima
El temps es divideix en tres estacions diferents - l'estació plujosa de novembre a abril, l'hivern de maig a juliol i l'estació assolellada i seca, amb vents forts d'agost a octubre. Per al ciutadà mitjà, tant el paisatge i el temps juguen una funció crucial de salut i prosperitat, i l'abundància any rere any determina com de complicat i detallats han estat els festivals descrits a sobre. Un clima canviant és observat per alguns ciutadans. Algun comentari que els últims cinc anys, la "estació plujosa" cada cop més comença més al setembre i octubre, escurçant les estacions més seques significativament. Els monuments atresorats com Huaytapallana Nevada, quan es compara amb fa 30 anys, té molt menys gel glacial al cim durant l'estació seca. Aquesta és una font d'aigua crucial que flueix al riu Mantaro, i algunes estimacions suggereixen que en 10 anys no hi haurà gel al cim de la muntanya.

## Artesania local
A la vall hi ha diverses ciutats petites, cada una famosa per la seva habilitat particular pròpia.
Hualhuas és coneguda pels seus tapissos, mantes i suèters, i és possible de veure els artesans treballant les seves teles en els seus telers. Molinos és coneguda pels seus treballs de fusta.
San Jeronimo de Tunan és famós pel seu complex i detallat disseny i per la seva artesanal joieria de filigrana de plata.
Aco i Quilco es van especialitzar en ceràmica i San Agustin de Cajas en barrets de llana d'ovelles. Mito té la tradició de fer màscares de fusta, i Viquez té artesans que especialitzen en cinturons de colors i mantes. Les ciutats de bessones de Cochos Grande i Cochos Chico són famoses pels seus acurats i detallats tallats de carabasses, les quals són importades d'altres regions del Perú. Aquests establiments (anomenats burladeros) és on practica el 'burlar', una habilitat de disseny de complexa i detallada consistent en cremar la superfície de les carabasses (macas).